# Relativismo
O relativismo é uma família de visões filosóficas que negam reivindicações de objetividade dentro de um domínio específico e afirmam que as avaliações nesse domínio são relativas à perspectiva de um observador ou ao contexto em que são avaliadas. Existem muitas formas diferentes de relativismo, com uma grande variação no âmbito e diferentes graus de controvérsia entre elas. O relativismo moral abrange as diferenças nos julgamentos morais entre pessoas e culturas. O relativismo epistêmico sustenta que não existem princípios absolutos relativos à crença normativa, justificação ou racionalidade , e que existem apenas princípios relativos.   
O relativismo alético (também relativismo factual) é a doutrina de que não existem verdades absolutas, ou seja, que a verdade é sempre relativa a algum quadro de referência particular, como uma língua ou uma cultura (relativismo cultural).  Algumas formas de relativismo também têm semelhança com o ceticismo filosófico.  O relativismo descritivo procura descrever as diferenças entre culturas e pessoas sem avaliação, enquanto o relativismo normativo avalia a palavra veracidade dos pontos de vista dentro de uma determinada estrutura.   
A posição oposta ao relativismo é frequentemente chamada de objetivismo. Enquanto o relativismo sustenta que a verdade e os valores dependem do contexto cultural, individual ou social, o objetivismo afirma que existem verdades e valores objetivos e universais que são independentes de opiniões pessoais ou culturais.  

## Histórico
O relativismo é a perspectiva que sustenta que os pontos de vista não possuem uma verdade absoluta ou validade intrínseca; em vez disso, eles adquirem significado apenas em relação a fatores subjetivos, variando de acordo com as diferenças na percepção e consideração. Max Weber, em suas obras sobre epistemologia, introduz a noção de relativismo nas ciências culturais ao afirmar que a ciência é verdadeira para aqueles que buscam a verdade. Isso implica que, mesmo diante de análises diversas geradas por diferentes pontos de vista culturais, essas perspectivas permanecerão cientificamente válidas até que sejam refutadas. Concluímos, assim, que o relativismo é um conceito filosófico que se fundamenta na relatividade do conhecimento, rejeitando qualquer noção de verdade ou valor absoluto. Sob essa perspectiva, cada ponto de vista é considerado válido e contribui para a compreensão da realidade, destacando a necessidade de considerar diversas abordagens na busca pela verdade.  
Na filosofia moderna, o relativismo frequentemente é referido como "relativismo cético", uma associação feita devido à sua crença na impossibilidade de os pensadores ou qualquer ser humano alcançarem uma verdade objetiva, muito menos absoluta. Em "A Gaia Ciência", Nietzsche, no tópico chamado "Nosso Novo Infinito", declara que "o mundo para nós tornou-se novamente infinito no sentido de que não podemos negar a possibilidade de se prestar a uma infinidade de interpretações".
Contudo, Michel Foucault contesta essa ideia, afirmando: "Se a interpretação nunca se pode completar, é porque simplesmente não há nada a interpretar... pois, no fundo, tudo já é interpretação". Michel Foucault é muitas vezes associado ao relativismo, embora sua posição seja complexa e às vezes ambígua. Foucault era um crítico das metanarrativas totalizadoras e do essencialismo, argumentando que as verdades são históricas, contingentes e moldadas pelo contexto cultural e social. Foucault desafia a ideia de verdades universais e estáveis, enfatizando a historicidade do conhecimento. Ele destaca como as diferentes épocas e culturas constroem suas próprias verdades e normas. No entanto, Foucault também evitou ser rotulado como um relativista puro.   
Ele reconheceu a existência de poder e hierarquias na produção do conhecimento, mas isso não significa que todas as perspectivas são igualmente válidas. A postura de Foucault é muitas vezes descrita como um "pluralismo metodológico", onde ele sugere que devemos adotar uma abordagem mais diversificada e contextualizada ao analisar verdades e práticas. Ele não nega a existência de verdades, mas argumenta que devemos estar atentos à sua natureza contingente e às dinâmicas de poder envolvidas em sua construção. 
No diálogo platônico "Teeteto", atribui-se a Protágoras uma concepção relativista do conhecimento, por haver afirmado que "o homem é a medida de todas as coisas". Nesse caso, cada um de nós é, por assim dizer, o juiz daquilo que é e daquilo que não é. Sócrates levanta então uma série de objeções contra essa forma radical de relativismo subjetivista, tentando mostrar a incoerência interna da suposição de que o que parece verdadeiro a alguém é verdadeiro para ele ou ela. Se são verdadeiras todas as opiniões mantidas por qualquer pessoa, então também é preciso reconhecer a verdade da opinião do oponente de Protágoras que considera que o relativismo é falso. Ou seja, se o relativismo é verdadeiro, então ele é falso (desde que alguém o considere falso). Haveria, por assim dizer, uma auto-refutação (ou uma autodestruição) do relativismo cognitivo. 
Em nossos dias, o relativismo cognitivo tem assumido várias formas distintas. Nas versões mais radicais, entende-se que quaisquer opiniões são igualmente justificáveis, dadas suas respectivas regras de evidência, e que não há questão objetiva sobre qual conjunto de regras deve ser preferido ("igualitarismo cognitivo" ou tese da "equipolência das razões"). Em suma, é possível dar boas razões tanto para se admitir quanto para se recusar qualquer opinião. E, portanto, o procedimento de dar boas razões nunca permite decidir entre opiniões rivais, nunca nos obriga a substituir uma crença por outra. 
Uma crítica ao relativismo cognitivo argumenta que, se todas as regras de evidência são igualmente válidas, então qualquer opinião pode ser considerada justificada ao formular um conjunto adequado de regras para ela. Especificamente, a opinião de que nem todas as regras de evidência são igualmente boas deve poder ser igualmente justificada pelo relativista. Caso contrário, o relativista não consegue demonstrar, mas deveria, que sua posição é superior à do oponente. Uma alternativa seria afirmar que algumas regras de evidência são melhores do que outras, implicando a existência de fatos independentes de perspectiva para fundamentar essa superioridade. No entanto, isso implicaria na rejeição do relativismo cognitivo, já que este sustenta a igual validade de todas as regras de evidência. 
Existem formas mais simples de relativismo, como a tese da diversidade ou relativismo cultural. Essa visão reconhece que diferentes pessoas têm crenças distintas e que as opiniões variam entre comunidades e ao longo do tempo. No entanto, ela não afirma que essas crenças ou opiniões sejam verdadeiras ou justificadas, evitando assim um relativismo cognitivo (epistemológico). O relativismo cultural, dentro dessa perspectiva, contrasta com o etnocentrismo, considerando todos os pontos de vista em pé de igualdade. No entanto, críticos argumentam que o relativismo cultural pode impedir o progresso científico nas ciências culturais, pois coloca análises, independentemente de sua validade, em igualdade de veracidade. 
Os filósofos Kuhn, Rorty e Feyerabend não adotam formas extremas de relativismo, mas, com base em evidências históricas, argumentam que as preferências por padrões de investigação e objetivos cognitivos variam ao longo do tempo e dependem do contexto. Eles destacam que a validade e autoridade desses padrões dependem da prática estabelecida dentro de uma comunidade científica. Esses pensadores questionam a tentativa de codificar a racionalidade científica por meio de regras metodológicas fixas, além de contestarem a ideia de que a racionalidade científica permanece estável ao longo do tempo, resistindo a novas descobertas e mudanças sociais e culturais. 
Os filósofos criticam o "essencialismo", que é a suposição de que as características fundamentais da racionalidade científica são imutáveis. Eles reconhecem que as normas para o que é considerado "boa ciência" também mudam ao longo do tempo, não sendo uma estrutura rígida. Especificamente nas ciências naturais, eles destacam que as mudanças e divergências não se limitam apenas às teorias, mas também envolvem critérios e valores na prática científica. Por exemplo, a justificação de uma teoria pode depender dos princípios e valores de um sistema evidencial específico, podendo haver casos de incomensurabilidade, onde teorias concorrentes são justificadas por diferentes sistemas evidenciais, sem uma fundamentação independente inequívoca. Em disputas entre diferentes sistemas evidenciais, pode não haver acordo racional sobre a aceitação de teorias, mesmo com todas as evidências disponíveis. 
A preferência por um sistema evidencial a partir de um meta-sistema dominante não implica que esse meta-sistema seja objetivamente correto em todo tempo e lugar. Ao abandonar a ciência normal anterior e transcender a tradição de pesquisa, não se atinge um "ponto arquimediano" absoluto que defina o que é racional, pois a racionalidade científica pode evoluir no processo. Segundo Feyerabend, os padrões de um debate científico parecem "objetivos" porque omitem a referência à tradição e ao grupo de adeptos. O relativismo cognitivo não apenas afirma que a verdade depende de princípios e padrões de um sistema de evidência, mas também rejeita a existência de um sistema absoluto para julgar todas as crenças. O relativista não dá "estatuto privilegiado" a nenhuma visão e tem o direito de manter sua preferência diante dos argumentos absolutistas. A inconsistência do relativismo pressupõe que o relativista deve provar a superioridade de sua posição sem petição de princípio, mas o relativista reconhece que tanto o relativismo quanto o absolutismo podem ter boas razões, levando à incomensurabilidade. Em última análise, não há paradoxo em diferentes indivíduos adotarem ou rejeitarem o relativismo, pois ninguém é obrigado a aceitar todas as opiniões dos outros como verdadeiras. 
Por exemplo, um relativista poderia acreditar que a Terra gira em torno de si mesma e que é falso que está fixa, ao mesmo tempo em que está ciente de que alguém acredita que ela se mantenha fixa.  O que o relativista tenciona é, nas palavras de Goodman, converter alguém ao seu ponto de vista, sem tentar fundamentar absolutamente esse seu ponto de vista. O que ele diz é: "Veja como as pessoas naquela época tinham uma outra concepção de mundo. Se você estivesse no lugar delas, não manteria suas crenças atuais". Com efeito, o relativista não se obriga a demonstrar que a partir de certas premissas segue-se inexoravelmente a verdade do relativismo.

## Espécies
Existem diferentes formas de relativismo na filosofia e em campos relacionados, cada uma com suas nuances e abordagens específicas:  
1. Relativismo Cultural. Principais Autores: Franz Boas, Ruth Benedict. Pontos de Vista: Destaca a diversidade cultural e argumenta que os valores e normas devem ser entendidos dentro de seus contextos culturais específicos. O relativismo cultural sustenta que não há padrões universais para julgar as práticas culturais. 
2. Relativismo Epistemológico ou Cognitivo. Principais Autores: Richard Rorty, Thomas Kuhn, Paul Feyerabend. Pontos de Vista: Questiona a objetividade e universalidade do conhecimento. Argumenta que as teorias e perspectivas são moldadas por contextos históricos e sociais, e não há uma verdade objetiva. Kuhn, por exemplo, fala sobre paradigmas científicos que moldam as visões de mundo em diferentes épocas. 
3. Relativismo Moral ou Ético. Principais Autores: Gilbert Harman, David Wong. Pontos de Vista: Afirma que os valores morais são relativos a culturas, sociedades ou indivíduos. Não há padrões morais absolutos e universais, e a moralidade é vista como subjetiva, variando de acordo com diferentes contextos culturais ou individuais. 
4. Relativismo Linguístico. Principais Autores: Benjamin Lee Whorf, Edward Sapir. Pontos de Vista: Sustenta que a estrutura da linguagem influencia a forma como percebemos e compreendemos o mundo. Diferentes línguas podem moldar a experiência de maneiras únicas, levando a diferentes visões de mundo. 
5. Relativismo Ontológico. Principais Autores: Protágoras, Nietszsche, Foucault, Richard Rorty, Thomas Kuhn e Jean-François Lyotard. Pontos de Vista: Questiona a existência de verdades ou realidades objetivas. Argumenta que a realidade é percebida de maneira subjetiva, variando de acordo com as perspectivas individuais ou culturais. 
 6. Relativismo Estético: Autores: Richard Shusterman, David Hume (em certa medida). Pontos de Vista: Defende que as apreciações estéticas, como o gosto e a beleza, são relativas e dependem das perspectivas individuais ou culturais. O que é considerado esteticamente valioso pode variar amplamente.  
7. Relativismo Lógico. Principais Autores: Willard Van Orman Quine. Pontos de Vista: Sustenta que as verdades lógicas ou as regras da linguagem são relativas a sistemas específicos de crenças. Isso implica que diferentes sistemas podem ter lógicas distintas, e não há uma lógica universalmente aplicável. 
8. Relativismo Temporal. Principais Autores: J.M.E. McTaggart. Pontos de Vista: Argumenta que as verdades e valores podem ser relativos ao tempo. Ou seja, o que é considerado verdadeiro ou valioso pode variar ao longo do tempo, refletindo mudanças nas circunstâncias históricas e culturais.  
9. Relativismo Psicológico. Principais Autores: Jean Piaget. Pontos de Vista: Relacionado ao desenvolvimento cognitivo, sugere que as perspectivas individuais são moldadas por estágios específicos de desenvolvimento psicológico. A compreensão da realidade pode variar de acordo com o estágio cognitivo em que uma pessoa se encontra. 
10. Relativismo da Verdade Pragmática. Principais Autores: William James, Charles Sanders Peirce. Pontos de Vista: Argumenta que a verdade é relativa às consequências práticas de acreditar em algo. Uma crença é considerada verdadeira se funcionar bem na prática, independentemente de sua correspondência com uma realidade objetiva.  
Cada uma dessas formas de relativismo aborda diferentes aspectos da experiência humana e do conhecimento, explorando a natureza subjetiva e contextualizada de diversas áreas da filosofia. É importante notar que muitos filósofos não se enquadram rigidamente em uma única categoria de relativismo, e suas ideias podem abranger várias formas dessa perspectiva. Além disso, há críticos de cada forma de relativismo, que levantam questões sobre a consistência lógica e as implicações práticas dessas teorias.

## Autores

### Putnam e Charles Sanders Peirce
Hilary Putnam (1926–2016) foi um filósofo e matemático norte-americano. Ele foi uma figura proeminente na filosofia analítica contemporânea. Putnam fez contribuições significativas para diversos campos da filosofia, incluindo filosofia da mente, filosofia da linguagem, filosofia da ciência e epistemologia. Ele também foi conhecido por suas reflexões sobre realismo científico e questões relacionadas à verdade. 
Charles Sanders Peirce (1839–1914) foi um filósofo, cientista e matemático americano. Ele é amplamente reconhecido como um dos fundadores da filosofia pragmatista. Peirce fez importantes contribuições para lógica, semiótica, epistemologia e filosofia da mente. Sua abordagem pragmatista à verdade, em que a verdade é vista como o resultado final ideal de uma investigação racional, influenciou muitos filósofos, incluindo Hilary Putnam. A ideia de verdade como um ideal regulador na investigação racional foi desenvolvida a partir das contribuições de Peirce. 
Discute-se a questão da mudança científica e questiona se é possível abandonar o "essencialismo" (busca por cânones a-históricos, absolutos e imutáveis de racionalidade científica) sem adotar uma forma moderada de relativismo sobre o valor cognitivo da ciência. Putnam e Laudan propõem alternativas ao essencialismo e ao relativismo. Putnam desenvolve uma teoria da verdade baseada na proposta de Peirce, que caracteriza a verdade como o limite ideal de uma investigação conduzida racionalmente. Ele argumenta que a verdade é independente da justificação imediata, mas não de toda justificação. Putnam concebe a verdade como uma idealização da aceitabilidade racional, um conceito-limite objetivo e transcultural. Para ele, a verdade é um ideal regulador em direção ao qual a investigação racional deve convergir. Embora reconheça a vaguidade e dependência do contexto da verdade, Putnam sustenta que há uma objetividade em determinar o veredicto se as condições fossem suficientemente boas, independentemente do contexto histórico e cultural. Ele enfatiza a existência de um sentido objetivo em que alguns juízos sobre o que é "razoável" são melhores que outros, independentemente do contexto. 
Discute-se a questão da verdade no contexto do realismo interno e questiona qual papel a verdade pode desempenhar na prática e no avanço da ciência, especialmente quando consideramos situações epistemicamente ideais e perfeitas. Coloca-se a dúvida sobre a relevância da verdade idealizada para um agente que não tem uma compreensão clara do que pode ser corretamente afirmado em situações ideais. Destaca-se a dificuldade de imaginar um resultado de pesquisa científica que sobreviva a todas as objeções, dada a imprevisibilidade das conversações. Embora concorde que não seja necessário ter sistemas "maximamente bons", reconhece que sempre pode haver outro sistema científico melhor. A ideia de considerar uma investigação como ideal é vista como supor que não se deveria questionar seu resultado, indicando a eliminação das possibilidades de erro. 
No entanto, o texto argumenta que afirmar que uma investigação ideal conduz à verdade torna-se trivial, pois essa conclusão é uma consequência óbvia da caracterização da investigação ideal e da verdade. Suspeita-se que, se fossem explicitadas as condições sob as quais alguém está idealmente justificado em afirmar algo, essas condições poderiam permitir a possibilidade de erro ou seriam tão ideais que não teriam uma conexão prática com as habilidades humanas. O autor menciona a suspeita de Davidson de que as condições ideais podem não estar alinhadas com as habilidades humanas de maneira significativa.
Mesmo que toda investigação ideal conduza a conclusões verdadeiras, isso não implica que todas as proposições verdadeiras possam ser alcançadas por meio de uma investigação ideal. A presença de conceitos vagos, teorias subdeterminadas e suposições probabilísticas pode complicar a justificação em situações ideais, conforme argumentado por Paul Horwich. Além disso, questiona a existência de uma única situação ideal em que as opiniões podem ser corretamente julgadas, e destaca que as preferências científicas variam ao longo do tempo e dependem do contexto, desafiando a ideia de "um término ideal" para todas as transformações na pesquisa científica. 

### Laudan
Larry Laudan é um filósofo da ciência norte-americano. Ele é conhecido por suas contribuições para a filosofia da ciência, epistemologia e filosofia do direito. Larry Laudan nasceu em 1941 e já lecionou em várias universidades, incluindo a Universidade de Pittsburgh e a Universidade do Havaí. Uma de suas obras notáveis é o livro "Science and Relativism: Some Key Controversies in the Philosophy of Science" (Ciência e Relativismo: Algumas Controvérsias-Chave na Filosofia da Ciência), publicado em 1990. Neste livro, ele discute questões relacionadas ao realismo científico, relativismo e outros temas fundamentais na filosofia da ciência. 
É notável a evolução do pensamento de Laudan sobre a avaliação epistêmica na ciência. Inicialmente, ele defendia uma abordagem mais tradicional, relacionada à busca por fundamentos universais na justificação científica. No entanto, em sua proposta de um modelo reticulado de racionalidade em 1984, Laudan mudou de posição, argumentando que a avaliação epistêmica ocorre dentro de um amplo sistema de crenças interconectadas (fatuais, metodológicas e valorativas), sujeitas a mudanças ao longo do tempo. Ele destaca que revisões e mudanças racionais podem ocorrer sem a necessidade de revoluções científicas, sendo parte de um processo holístico de ajustes locais na rede de compromissos científicos. Laudan enfatiza a possibilidade de diferentes caminhos racionais para aumentar a consistência entre os valores na ciência, permitindo compreender a objetividade e racionalidade das reformas científicas sem depender de princípios fundamentais invariáveis.  
Laudan argumenta que, apesar das mudanças nos valores e objetivos da ciência, isso não impede a ideia de progresso científico cognitivo. Ele reconhece que diferentes abordagens podem ser racionalmente coerentes, levando à subdeterminação das mudanças científicas pela coerência epistêmica. A possibilidade de admitir um relativismo "moderado" é sugerida, onde juízos de superioridade relativa podem ser concedidos em domínios específicos da investigação, sem a necessidade de um critério universal de validade. Laudan destaca que o progresso da ciência é compreendido retrospectivamente, sem a exigência de uma medida objetiva ou investigação ideal. 
No relativismo epistemológico "moderado", boas razões para uma mudança científica não excluem a possibilidade de outras boas razões para manter o sistema anterior, permitindo a existência de incomensurabilidade local. A apresentação de boas razões nem sempre é decisiva na escolha entre constelações alternativas de crenças científicas, especialmente quando há "perdas epistêmicas" durante a transição de um paradigma para outro. Laudan reconhece que a racionalidade científica não garante consenso, pois existem desacordos racionais legítimos na ciência. Ele sugere que a explicação para a mudança científica e a formação do consenso em torno de um novo paradigma não está em negar o relativismo cognitivo, mas em reconhecer os limites do que pode ser estabelecido em um debate racional, mesmo no domínio da ciência. 

## Formas de relativismo

### Relativismo antropológico versus filosófico
O relativismo antropológico refere-se a uma postura metodológica, na qual o pesquisador suspende (ou coloca entre colchetes) seu próprio preconceito cultural enquanto tenta compreender crenças ou comportamentos em seus contextos. Isto ficou conhecido como relativismo metodológico e preocupa-se especificamente em evitar o etnocentrismo ou a aplicação dos próprios padrões culturais à avaliação de outras culturas.Esta é também a base da chamada distinção “êmica” e “ética”, na qual: (a) Um relato de comportamento êmico ou interno é uma descrição de uma sociedade em termos que são significativos para a cultura do próprio participante ou ator; um relato êmico é, portanto, específico de uma cultura e normalmente se refere ao que é considerado "senso comum" dentro da cultura sob observação. (b) Um relato ético ou estranho é uma descrição de uma sociedade feita por um observador, em termos que podem ser aplicados a outras culturas; isto é, uma explicação ética é culturalmente neutra e normalmente refere-se à estrutura conceitual do cientista social. (Isto é complicado quando é a própria investigação científica que está em estudo, ou quando há desacordo teórico ou terminológico dentro das ciências sociais.) 
O relativismo filosófico, em contraste, afirma que a verdade de uma proposição depende da estrutura metafísica, ou teórica, ou do método instrumental, ou do contexto em que a proposição é expressa, ou da pessoa, grupos ou cultura que interpretam a proposição. O relativismo metodológico e o relativismo filosófico podem existir independentemente um do outro, mas a maioria dos antropólogos baseia o seu relativismo metodológico no da variedade filosófica. 

### Relativismo descritivo versus normativo
O conceito de relativismo também tem importância tanto para os filósofos como para os antropólogos de outra forma. Em geral, os antropólogos se envolvem no relativismo descritivo ("como as coisas são" ou "como as coisas parecem"), enquanto os filósofos se envolvem no relativismo normativo ("como as coisas deveriam ser"), embora haja alguma sobreposição (por exemplo, o relativismo descritivo pode pertencem aos conceitos, o relativismo normativo à verdade). O relativismo descritivo assume que certos grupos culturais têm diferentes modos de pensamento, padrões de raciocínio, e assim por diante, e é tarefa do antropólogo descrever, mas não avaliar a validade destes princípios e práticas de um grupo cultural. É possível que um antropólogo, no seu trabalho de campo, seja um relativista descritivo sobre algumas coisas que normalmente dizem respeito ao filósofo (por exemplo, princípios éticos), mas não sobre outras (por exemplo, princípios lógicos). No entanto, as afirmações empíricas do relativista descritivo sobre princípios epistêmicos, ideais morais e similares são frequentemente contestadas por argumentos antropológicos de que tais coisas são universais, e grande parte da literatura recente sobre estas questões está explicitamente preocupada com a extensão e a evidência de ou universais morais, linguísticos ou humanos. 
O facto de as várias espécies de relativismo descritivo serem afirmações empíricas pode levar o filósofo a concluir que são de pouco interesse filosófico, mas há várias razões pelas quais isto não é assim. Primeiro, alguns filósofos, nomeadamente Kant, argumentam que certos tipos de diferenças cognitivas entre os seres humanos (ou mesmo todos os seres racionais) são impossíveis, de modo que tais diferenças nunca poderiam ser obtidas de facto, um argumento que coloca limites a priori sobre o que empírico investigação poderia descobrir e sobre quais versões do relativismo descritivo poderiam ser verdadeiras. Em segundo lugar, as afirmações sobre diferenças reais entre grupos desempenham um papel central em alguns argumentos a favor do relativismo normativo (por exemplo, os argumentos a favor do relativismo ético normativo começam frequentemente com afirmações de que grupos diferentes têm, de facto, códigos morais ou ideais diferentes). Finalmente, a descrição descritiva do relativismo feita pelo antropólogo ajuda a separar os aspectos fixos da natureza humana daqueles que podem variar, e assim uma afirmação descritiva de que algum aspecto importante da experiência ou do pensamento varia (ou não) entre grupos de seres humanos nos diz algo importante sobre a natureza humana e a condição humana.
O relativismo normativo diz respeito a afirmações normativas ou avaliativas de que modos de pensamento, padrões de raciocínio ou similares só são certos ou errados em relação a uma estrutura. 'Normativo' é entendido num sentido geral, aplicando-se a uma ampla gama de pontos de vista; no caso das crenças, por exemplo, a correção normativa é igual à verdade. Isto não significa, é claro, que a correção ou verdade relativa à estrutura seja sempre clara, sendo o primeiro desafio explicar o que isso significa em qualquer caso específico (por exemplo, no que diz respeito a conceitos, verdade, normas epistêmicas). O relativismo normativo (digamos, no que diz respeito ao relativismo ético normativo) implica, portanto, que as coisas (digamos, afirmações éticas) não são simplesmente verdadeiras em si mesmas, mas apenas têm valores de verdade relativos a estruturas mais amplas (digamos, códigos morais). (Muitos argumentos relativistas éticos normativos partem de premissas sobre ética para conclusões que afirmam a relatividade dos valores de verdade, ignorando afirmações gerais sobre a natureza da verdade, mas muitas vezes é mais esclarecedor considerar diretamente o tipo de relativismo em questão.) 

### Relativismo jurídico
O relativismo jurídico é uma teoria que sugere que os padrões e princípios do direito são relativos a contextos culturais, históricos, sociais e políticos específicos. Em outras palavras, não há padrões universais e imutáveis de certo e errado no campo jurídico, mas sim normas que são moldadas pelas condições e valores de uma sociedade em particular. Este conceito pode ser aplicado em diferentes aspectos do sistema legal, como interpretação de leis, aplicação de normas e até mesmo na definição do que é considerado legal ou ilegal. A ideia central do relativismo jurídico é que as normas legais e morais são produtos da cultura e da história de uma sociedade, e, como resultado, podem variar de uma sociedade para outra. Portanto, o que é considerado justo em uma cultura pode ser percebido de maneira diferente em outra. Essa abordagem contrasta com perspectivas mais universalistas, que defendem a existência de princípios éticos e legais que são aplicáveis a todas as sociedades, independentemente de suas diferenças culturais. 
É importante observar que o relativismo jurídico não implica que tudo é permitido ou que não existem padrões éticos dentro de uma sociedade específica. Em vez disso, destaca que as normas jurídicas e éticas são moldadas pelos valores e tradições de uma comunidade em particular. Esta teoria tem sido objeto de debates e críticas, com alguns argumentando que ela pode levar a uma falta de critérios objetivos para avaliar a justiça e a moralidade. Outros a veem como uma abordagem mais realista e contextualizada para entender o direito em diferentes sociedades. O problema da verdade universal no contexto jurídico está relacionado à questão de se existe ou não uma verdade objetiva e universal que pode ser aplicada de forma consistente em todos os casos legais, independentemente de contextos culturais, sociais, históricos ou políticos. Esse problema levanta desafios significativos para as teorias jurídicas e filosóficas, pois questiona se é possível chegar a uma definição única de justiça ou verdade em todos os sistemas legais. 
Diferentes culturas podem ter concepções distintas de justiça e moralidade. O relativismo cultural argumenta que não há padrões morais ou legais objetivos, e as normas devem ser avaliadas dentro de seus contextos culturais específicos. A diversidade nos sistemas jurídicos ao redor do mundo pode levar a abordagens diferentes para problemas legais similares. O que é considerado justo em um país pode não ser o mesmo em outro. As normas e valores de uma sociedade podem evoluir ao longo do tempo. O que era considerado legal e justo em um determinado momento pode ser reavaliado em períodos subsequentes. Alguns argumentam que a verdade no contexto jurídico pode ser construída através do consenso social. As normas legais refletiriam o acordo coletivo sobre o que é justo em uma determinada comunidade. Apesar das diferenças culturais, existem princípios jurídicos fundamentais compartilhados por muitas sociedades. Por exemplo, o respeito aos direitos humanos pode ser considerado uma base comum. 
O diálogo e a compreensão entre diferentes culturas podem levar a uma convergência gradual em relação a certos princípios legais. Esse processo pode resultar em uma compreensão mais global e compartilhada da verdade jurídica.  Acordos e tratados internacionais estabelecem padrões legais que são aceitos por múltiplos países. Esses instrumentos buscam criar uma base comum de princípios jurídicos. No entanto, é importante reconhecer que a busca por uma verdade universal no contexto jurídico é complexa e desafiadora. As abordagens para enfrentar esse problema variam, e as discussões filosóficas e jurídicas continuam a explorar maneiras de lidar com a diversidade cultural e as diferenças nos sistemas legais ao redor do mundo. 

## Posições relacionadas e contrastantes
Relacionismo é a teoria de que existem apenas relações entre entidades individuais e nenhuma propriedade intrínseca. Apesar da semelhança no nome, alguns consideram que é uma posição distinta do relativismo - por exemplo, porque "afirmações sobre propriedades relacionais [...] afirmam uma verdade absoluta sobre as coisas no mundo". Por outro lado, outros desejam equiparar o relativismo, o relativismo e mesmo a relatividade, que é uma teoria precisa das relações entre objetos físicos:  No entanto, "Esta confluência da teoria da relatividade com o relativismo tornou-se um forte fator que contribui para a crescente proeminência da teoria da relatividade. relativismo". Enquanto as investigações anteriores da ciência apenas procuravam explicações sociológicas ou psicológicas de teorias científicas falhadas ou de ciência patológica, o “programa forte” é mais relativista, avaliando a verdade e a falsidade científicas igualmente num contexto histórico e cultural. 

## Críticas
Um argumento comum contra o relativismo sugere que ele se refuta inerentemente: a afirmação “tudo é relativo” é classificada como uma afirmação relativa ou absoluta. Se for relativo, então esta afirmação não exclui absolutos. Por outro lado, se a afirmação for absoluta, então ela fornece um exemplo de afirmação absoluta, provando que nem todas as verdades são relativas. No entanto, este argumento contra o relativismo só se aplica ao relativismo que posiciona a verdade como relativa – ou seja, relativismo epistemológico/de valor de verdade. Mais especificamente, são apenas formas extremas de relativismo epistemológico que podem ser alvo desta crítica, pois há muitos relativistas epistemológicos [quem?] que postulam que alguns aspectos do que é considerado como factualmente “verdadeiro” não são universais, mas ainda assim aceitam que existem outras verdades universais (por exemplo, leis dos gases ou leis morais).   
Outro argumento contra o relativismo postula uma Lei Natural. Simplificando, o universo físico funciona sob princípios básicos: as “Leis da Natureza”. Alguns afirmam que uma Lei Moral natural também pode existir, por exemplo, como argumentado por Immanuel Kant em Crítica da Razão Prática, Richard Dawkins em The God Delusion (2006) e abordado por C. S. Lewis em Mere Christianity (1952). Dawkins disse: "Acho que enfrentamos um desafio igual, mas muito mais sinistro, da esquerda, na forma do relativismo cultural - a visão de que a verdade científica é apenas um tipo de verdade e não deve ser especialmente privilegiada". A filósofa Hilary Putnam,  entre outros, afirma que algumas formas de relativismo tornam impossível acreditar que alguém esteja errado. Se não houver verdade além da crença de um indivíduo de que algo é verdadeiro, então um indivíduo não pode considerar suas próprias crenças falsas ou equivocadas. Uma crítica relacionada é que relativizar a verdade para os indivíduos destrói a distinção entre verdade e crença.  
A questão da sustentação lógica do relativismo é complexa e debatida entre filósofos.  A contradição interna associada ao relativismo surge quando ele proclama que todas as visões são igualmente válidas, mas, ao mesmo tempo, se depara com a necessidade de excluir certas perspectivas que são consideradas intolerantes ou inaceitáveis. Esse paradoxo ilustra uma aparente inconsistência lógica na fundamentação do relativismo. Quando o relativismo argumenta que todas as opiniões são igualmente válidas, ele está adotando uma postura inclusiva que sugere que todas as visões merecem respeito e consideração. No entanto, ao confrontar perspectivas que são consideradas intolerantes, o relativismo é compelido a tomar uma posição mais seletiva, rejeitando algumas visões em nome da tolerância e da diversidade. 
Essa contradição levanta questões sobre a coerência do relativismo em sua aplicação prática. Se todas as visões são realmente igualmente válidas, como o relativismo justifica a exclusão de perspectivas que divergem de sua própria ideia de tolerância? Essa aparente contradição destaca um desafio significativo na tentativa de construir uma base lógica consistente para o relativismo. Essa contradição mina a própria fundamentação do relativismo, questionando se ele pode fornecer uma base sólida para a avaliação de diferentes perspectivas. Enquanto os defensores do relativismo argumentam que a tolerância deve ser aplicada de forma seletiva para preservar sociedades tolerantes, os críticos questionam se essa seletividade compromete a suposta igualdade de todas as visões proposta pelo relativismo. 
O Paradoxo da Auto-Refutação é um argumento frequentemente levantado contra o relativismo. A essência do paradoxo reside na aparente contradição que surge quando o relativismo afirma que não existem verdades absolutas, pois essa afirmação em si parece ser uma verdade absoluta. Ao sustentar que não há verdades universais e que todas as perspectivas são igualmente válidas, o relativismo está, implicitamente, propondo uma visão que se autodenomina absoluta. A afirmação "não há verdades absolutas" assume um caráter absoluto, criando uma contradição aparente. 
Esse paradoxo questiona a consistência interna do relativismo e coloca em dúvida a viabilidade lógica de sua posição. A crítica argumenta que, se o relativismo nega a existência de verdades absolutas, incluindo sua própria afirmação, então ela se contradiz, uma vez que sua própria negação é formulada como uma verdade absoluta. Os defensores do relativismo podem responder argumentando que sua posição não é uma afirmação absoluta, mas sim uma postura metodológica que busca reconhecer a diversidade de perspectivas. Eles podem argumentar que o relativismo não nega a existência de verdades absolutas de maneira categórica, mas sim sugere que elas são difíceis de acessar ou que sua natureza é contingente. No entanto, o Paradoxo da Auto-Refutação continua sendo uma crítica persistente, enfatizando as complexidades e desafios lógicos associados ao relativismo quando confrontado com sua própria proposição fundamental. 
A ideia da incomensurabilidade de padrões é um desdobramento importante na crítica ao relativismo. Ao afirmar que todas as visões são igualmente válidas, o relativismo pode enfrentar o desafio da impossibilidade de estabelecer critérios objetivos para comparar diferentes perspectivas. Essa incomensurabilidade refere-se à dificuldade ou mesmo à impossibilidade de realizar uma avaliação racional e objetiva entre sistemas de crenças ou valores que são percebidos como fundamentalmente diferentes. Quando não há critérios objetivos para a comparação entre diferentes perspectivas, surge a questão de como decidir qual visão é mais válida ou justificada. A ausência de uma base comum para avaliação pode levar a uma incapacidade de discernir entre pontos de vista que podem divergir significativamente em termos de lógica, ética ou validade. 
A incomensurabilidade de padrões sugere que, se todas as visões são tratadas como igualmente válidas, independentemente de suas bases epistemológicas ou éticas, a capacidade de conduzir discussões significativas e debates construtivos torna-se desafiadora. Isso pode afetar a capacidade de sociedades ou comunidades chegarem a consensos sobre questões fundamentais, pois não há critérios compartilhados para avaliar a validade ou a justificação das diferentes perspectivas. Defensores do relativismo podem responder a essa crítica argumentando que a incomensurabilidade de padrões é uma consequência inevitável da diversidade humana e cultural, e que a busca por critérios universais pode ser uma tentativa fútil em meio à complexidade da experiência humana. No entanto, essa crítica destaca um desafio prático e teórico significativo associado à aplicação do relativismo em situações de diálogo e avaliação entre perspectivas distintas. 
A complexidade do relativismo se torna evidente ao considerar a sua potencial dificuldade em lidar com diferenças extremas de opinião ou prática. Essa dificuldade surge especialmente quando confrontado com sistemas de valores que, de maneira flagrante, violam princípios fundamentais de respeito aos direitos humanos. O relativismo, ao preconizar a igual validade de todas as perspectivas, pode se deparar com um dilema ético quando confrontado com crenças ou práticas que resultam em violações grosseiras dos direitos fundamentais das pessoas. Diante de sistemas de valores que promovem discriminação, intolerância ou mesmo violência, a abordagem relativista pode parecer incapaz de oferecer uma base sólida para a crítica e condenação dessas práticas.  
A dificuldade reside no desafio de conciliar o respeito pela diversidade cultural e a defesa dos direitos humanos universais. Enquanto o relativismo destaca a importância de compreender as diferentes perspectivas culturais, ele pode parecer insuficiente quando confrontado com casos em que as práticas culturais violam princípios éticos fundamentais reconhecidos globalmente. Os críticos do relativismo argumentam que a relutância em condenar sistemas de valores que violam direitos humanos fundamentais pode representar uma falha moral intrínseca à abordagem relativista. Eles questionam se a busca por uma compreensão cultural mais ampla deve impedir a crítica e a intervenção ética em situações onde a dignidade e a liberdade humanas são seriamente comprometidas. Assim, a dificuldade em lidar com diferenças extremas destaca um dos desafios práticos e éticos associados ao relativismo, levando a uma reflexão sobre a capacidade dessa perspectiva em abordar questões éticas universais em meio à diversidade cultural. 
A complexidade da discussão em torno do relativismo destaca a diversidade de perspectivas e abordagens dentro da filosofia. Tanto defensores quanto críticos contribuem para uma reflexão rica e multifacetada sobre as implicações e limitações do relativismo. Cada um desses argumentos reflete desafios lógicos que são levantados frequentemente contra o relativismo. O debate contínuo entre defensores e críticos evidencia a natureza dinâmica e em evolução da filosofia, onde questões fundamentais sobre a natureza da verdade, conhecimento e valores continuam a ser exploradas e contestadas.